# 347 a.C.

## Eventos
- Tito Mânlio Torquato e Caio Pláucio Venão Ipseu, cônsules romanos.

## Mortes
- Platão, filósofo grego.